# Friona octobalteata
Friona octobalteata är en stekelart som beskrevs av Cameron 1907. Friona octobalteata ingår i släktet Friona och familjen brokparasitsteklar. Inga underarter finns listade i Catalogue of Life.